# Joep Beving
Joep Beving (Doetinchem, 9 de enero de 1976) es un compositor y pianista holandés.

## Biografía
Beving estudió Administración pública. Luego se dedicó al mundo de la publicidad, donde fue responsable de la música de numerosos anuncios publicitarios. También compuso bandas sonoras para cortometrajes Hortum (2010) y Het cadeau (2015).
En 2015 Beving publicó su primer álbum, Solipsism, piezas de piano neoclásicas y atmosféricas. Él describe sus composiciones como "música simple para emociones complejas". En 2017, lanzó su segundo álbum, Prehension, en un estilo similar como su álbum de debut.

## Discografía
Todos los discos han sido publicados con Deutsche Grammophon:
- Solipsism (2015)[a]
- Prehension (2017)[b]
- Conatus (2018)[c]
- Henosis (2019)[d]
- Hermetism (2022)[e]